# Pietro Trifone

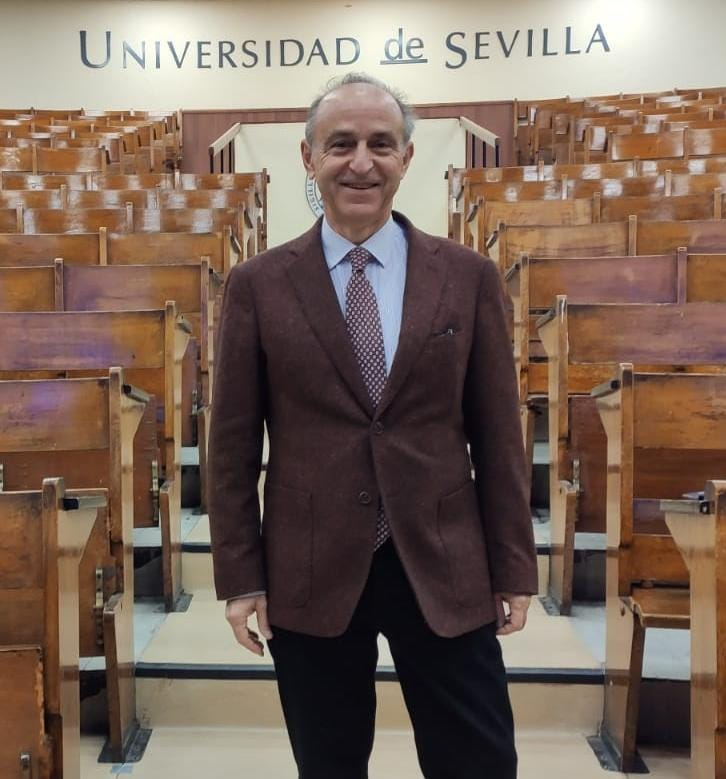
Pietro Trifone - Convegno Siviglia 25-27 novembre 2021

Pietro Trifone (Roma, 27 aprile 1951) è un linguista italiano.

## Biografia
Trifone, professore emerito dell'Università degli studi di Roma "Tor Vergata", ha insegnato Storia della lingua italiana nel Dipartimento di Studi letterari, filosofici e di storia dell'arte di questo Ateneo.  In precedenza ha svolto la sua attività di ricerca e di docenza all'Università di Roma "La Sapienza", all'Università di Chieti-Pescara "Gabriele d'Annunzio" e all'Università per stranieri di Siena.
È autore con Maurizio Dardano di una grammatica di riferimento della lingua italiana. Con Luca Serianni ha curato una Storia della lingua italiana in tre volumi. Negli studi sul teatro, sulla stampa popolare, sulle scritture irregolari dei semialfabeti, sui filoni eccentrici della letteratura italiana, Trifone ha messo in risalto l'importanza di tradizioni linguistiche e culturali alternative, segnate da vivaci sperimentalismi e infrazioni ai codici dominanti.
Il volume Lingua e identità illustra la funzione svolta dall'italiano come collante civile della nazione, pur con difficoltà e ritardi di varia natura. In altre opere il discorso verte sulla dialettica tra norma e uso, tra unità e disunità linguistica italiana: Malalingua, Storia linguistica dell'Italia disunita, Pocoinchiostro (soprannome di un giovane che nell'Ottocento scriveva lettere di ricatto per le bande di briganti analfabeti). In particolare, si deve a Trifone la scoperta di quella che sembra essere l'unica confessione di una "strega" del Cinquecento scritta di proprio pugno dalla stessa interessata, e non soltanto trasmessa attraverso il filtro interpretativo di un verbale giudiziario.
Dal 1996 al 2004 è stato rettore dell'Università per stranieri di Siena. A questo periodo risale l'istituzione e l'attivazione nel secondo ateneo senese - già "Scuola di Lingua e Cultura Italiana per Stranieri" - di regolari corsi di laurea, di specializzazione e di dottorato, formalmente riconosciuti dal Ministero dell'Istruzione, dell'Università e della Ricerca e aperti a studenti sia italiani che stranieri.
È condirettore delle riviste « La lingua italiana. Storia, strutture, testi » e «Carte di viaggio. Studi di lingua e letteratura italiana», nonché membro di varie associazioni di studiosi e accademie, tra cui l'Accademia della Crusca, l'Accademia dell'Arcadia e l'Istituto Nazionale di Studi Romani. È stato Presidente dell'ASLI Associazione per la Storia della Lingua Italiana per il triennio 2021-2023.

## Opere principali
- Camillo Scroffa, I cantici di Fidenzio. Con appendice di poeti fidenziani, a cura di Pietro Trifone, Salerno Editrice, Roma, 1981
- Dizionario politico popolare (1851), a cura di Pietro Trifone, Salerno Editrice, Roma, 1984
- Roma e il Lazio, Utet Libreria, Torino, 1992 (collana L'italiano nelle regioni)
- Storia della lingua italiana. I. I luoghi della codificazione, a cura di Luca Serianni e Pietro Trifone, Einaudi, Torino, 1993
- Storia della lingua italiana. II. Scritto e parlato, a cura di Luca Serianni e Pietro Trifone, Einaudi, Torino, 1993
- Storia della lingua italiana. III. Le altre lingue, a cura di Luca Serianni e Pietro Trifone, Einaudi, Torino, 1994
- La sintassi dell'italiano letterario, a cura di Maurizio Dardano e Pietro Trifone, Bulzoni, Roma, 1995
- (con Maurizio Dardano) La nuova grammatica della lingua italiana, Zanichelli, Bologna, 1997
- L'italiano a teatro. Dalla commedia rinascimentale a Dario Fo, Istituti Editoriali e Poligrafici Internazionali, Pisa-Roma, 2000
- Rinascimento dal basso. Il nuovo spazio del volgare tra Quattro e Cinquecento, Bulzoni, Roma, 2006.
- Dire l'ineffabile. Caterina da Siena e il linguaggio della mistica, a cura di Lino Leonardi e Pietro Trifone, Edizioni del Galluzzo, Firenze, 2006.
- Malalingua. L'italiano scorretto da Dante a oggi, Il Mulino, Bologna, 2007.
- Storia linguistica di Roma, Carocci, Roma, 2008
- Lingua e identità. Una storia sociale dell'italiano, a cura di Pietro Trifone, nuova ediz., Carocci, Roma, 2009 (I ediz. 2006)
- Storia linguistica dell'Italia disunita, Il Mulino, Bologna, 2010
- (con Massimo Palermo e Beatrice Garzelli) Gramática de la lengua italiana (per ispanofoni), Guerra, Perugia, 2011
- (con Claudio Giovanardi) L'italiano nel mondo, Carocci, Roma, 2012
- Città italiane, storie di lingue e culture, a cura di Pietro Trifone, Carocci, Roma, 2015
- (con Claudio Giovanardi), La lingua del teatro, Il Mulino, Bologna, 2015
- Pocoinchiostro. Storia dell'italiano comune, Il Mulino, Bologna, 2017
- L'italiano sul palcoscenico, a cura di Nicola De Blasi e Pietro Trifone, Accademia della Crusca - goWare, Firenze, 2019
- Male parole, Prefazione di Giuseppe Antonelli, RCS - Corriere della Sera, Milano, 2020
- (con Massimo Palermo), Grammatica italiana di base, quarta edizione, Zanichelli, Bologna, 2020 (prima ed. 2000, seconda ed. 2007, terza ed. 2014)
- Brutte, sporche e cattive. Le parolacce della lingua italiana, Carocci, Roma, 2022
- (con Emiliano Picchiorri e Giuseppe Zarra) L'italiano nella storia. Lingua d'uso e di cultura, Mondadori-Le Monnier, Milano-Firenze, 2023